# Ginouillac
 Ginouillac  (en occitano Ginolhac) es una comuna y población de Francia, en la región de Mediodía-Pirineos, departamento de Lot, en el distrito de Gourdon y cantón de Labastide-Murat.
Su población en el censo de 1999 era de 165 habitantes.
Está integrada en la Communauté de communes du Causse de Labastide-Murat .

## Demografía
| 171 | 143 | 137 | 128 | 130 | 165 |
| Para los censos de 1962 a 1999 la población legal corresponde a la población sin duplicidades (Fuente: INSEE [Consultar]) |     |     |     |     |     |